# Muzeum Piaśnickie w Wejherowie

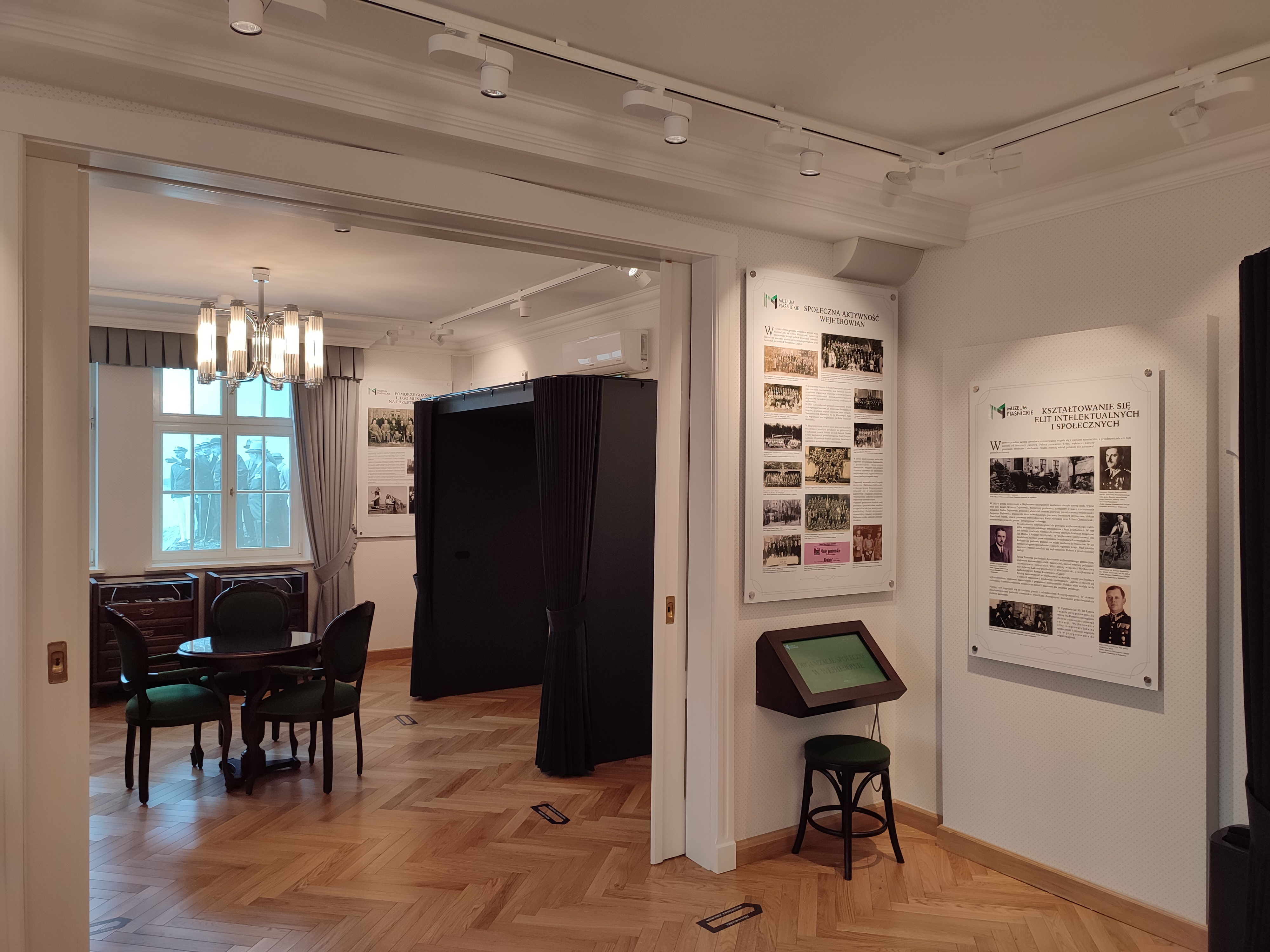
Fragment ekspozycji stałej

Muzeum Piaśnickie – muzeum historyczne w Wejherowie, państwowa instytucja kultury, filia Muzeum Stutthof, założone 16 grudnia 2015. Placówka dokumentuje historię niemieckich zbrodni popełnionych na terenie Pomorza podczas II wojny światowej, w szczególności masowe egzekucje w Piaśnicy.
Muzeum mieści się w historycznym budynku przy ul. Ofiar Piaśnicy w Wejherowie, nazywanym Villa Musica. Obiekt wzniesiony w 1926 przez Franciszka Panka, lekarza i społecznika, po wybuchu II wojny światowej został przez Niemców zajęty i przekształcony na siedzibę Gestapo. Obiekt pełnił rolę centrum koordynacji działań związanych ze zbrodnią piaśnicką. W piwnicach gmachu magazynowana była odzież i przedmioty należące do zamordowanych. Dwie córki dr. Franciszka Panka, Stanisława i Kazimiera, zostały zamordowane w Lesie Piaśnickim. 
Lasy Piaśnickie to jedno z pierwszych miejsc masowych egzekucji podczas II wojny światowej. Rozstrzeliwania przeprowadzane m.in. w ramach akcji Intelligenzaktion i T4 miały miejsce przed zbrodniami akcji AB, w Palmirach, w Katyniu.
Muzeum prowadzi działalność naukowo-badawczą oraz edukacyjną poświęconą historii zbrodni piaśnickiej i losom jej ofiar. Zainicjowane zostały kwerendy w archiwach zagranicznych i polskich w celu wyjaśnienia kwestii dotyczących organizacji zbrodni, ustalenia możliwie najpełniejszej listy nazwisk pomordowanych. Instytucja ogłosiła również apel o pomoc w poszukiwaniu pamiątek, które staną się elementem wystawy stałej – jej otwarcie nastąpiło w sierpniu 2023.
Dyrektorką muzeum została Teresa Patsidis. Tymczasowe biuro instytucji mieściło się w Wejherowie przy ul. św. Jacka Dominikanina 11/2. Otwarcie muzeum w jego docelowej siedzibie, Villi Musica, nastąpiło w grudniu 2022. Udostępnione dla zwiedzających w sierpniu 2023 kiedy to została otwarta wystawa stała.
W październiku 2024 funkcja dyrektora placówki została zastąpiona stanowiskiem kierownika muzeum, którym została dr Magdalena Sacha.   